# Palacio Legislativo del Estado Nueva Esparta
El Palacio Legislativo del Estado Nueva Esparta (Venezuela) se construyó como Convento Franciscano entre 1593 y 1617 y después se le dieron diferentes usos con el pasar del tiempo. Actualmente es sede del Palacio Legislativo (asiento del consejo legislativo) del Estado Nueva Esparta.
En la esquina noroeste del Palacio Legislativo, hay un reloj de sol que data del año 1612.
Ubicación: Calle Matasiete con Calle González en La Esquina del Bulevar 5 de Julio, La Asunción, Arismendi, Nueva Esparta, Venezuela.
- Datos: Q16615126